# Івано-Межиріцьке
Івано-Межирі́цьке — село в Україні, у Юр'ївській селищній громаді Павлоградського району Дніпропетровської області. Населення за переписом 2001 року становить 53 особи. До 2017 орган місцевого самоврядування — Юр'ївська селищна рада.

## Географія
Село Івано-Межиріцьке знаходиться на правому березі безіменної пересихаючої річки, нижче за течією примикає село Вербське. На річці кілька загат.

## Історія
12 червня 2020 року, відповідно до розпорядження Кабінету Міністрів України № 709-р «Про визначення адміністративних центрів та затвердження територій територіальних громад Дніпропетровської області», увійшло до складу Юр'ївської селищної громади.
19 липня 2020 року, в результаті адміністративно-територіальної реформи та ліквідації Юр'ївського району, село увійшло до складу Павлоградського району.

## Інтернет-посилання
- Погода в селі Івано-Межиріцьке [Архівовано 20 грудня 2011 у Wayback Machine.]